# Andon Nikolov
Andon Nikolov (bulharsky Андон Николов; * 15. června 1951 Sofie) je bývalý bulharský vzpěrač. Měřil 182 cm a soutěžil v polotěžké váze. Jeho trenérem byl Ivan Abadžiev.
Jeho prvním úspěchem bylo vítězství na juniorském turnaji ve Vídni v roce 1971. V roce 1972 získal bronzovou medaili na mistrovství Evropy ve vzpírání. Na Letních olympijských hrách 1972 v Mnichově nečekaně zvítězil ve váhové kategorii do 90 kg a tím se stal i mistrem světa. V trojboji vytvořil nový olympijský rekord 525 kg (tah 180 kg, trh 155 kg a nadhoz 190 kg). V roce 1973 byl druhý na mistrovství Evropy a čtvrtý na mistrovství světa ve vzpírání. Na evropském šampionátu v roce 1974 vyhrál v trhu a ve dvojboji získal stříbrnou medaili. Sezóny 1975 a 1976 musel pro zranění vynechat. 
Po návratu vyhrál Dunajský pohár v Plevenu. Na evropském šampionátu v Havířově v červnu 1978 obsadil ve dvojboji třetí místo. Jeho poslední mezinárodní soutěží bylo MS 1978 v USA, kde skončil čtvrtý. Ve své kariéře čtyřikrát překonal světový rekord a čtyřikrát byl vzpěračským mistrem Bulharska.
Absolvoval sportovní akademii v Sofii a působil jako trenér, v letech 2004 až 2007 byl předsedou Bulharského svazu vzpírání.